# بيرتي ذا براين
بيرتي ذا براين (بالإنجليزية: Bertie the Brain)‏ هي واحدة من أقدم ألعاب الفيديو في التاريخ تم إنتاجها في سنة 1950 من قبل العالم الكندي النمساوي جوزيف كيتس في تورنتو في كندا، اللعبة هي عبارة عن إكس-أو تعرض على الشاشة.